# 芳春院殿
芳春院殿（ほうしゅんいんでん、？－永禄4年7月9日（1561年8月19日））は、北条氏綱の娘。古河公方足利晴氏に嫁いだ。足利義氏の母。

## 経歴
生年が不詳であるが大永年間から享禄年間とみられる。ただし、北条氏綱の最初の正室である養珠院殿は大永7年（1527年）に死去し、その後、継室である北の藤（近衛殿）を迎えており、更にそれ以外の女性が生んだ可能性もあるため、母親については確定できない。浅倉直美は芳春院殿の婚姻時期や人的つながりから養珠院殿の実子もしくは遠山直景の娘が氏綱の妾（しょう）となり芳春院殿を生んだ可能性を指摘している。
天文7年（1538年）の国府台合戦に勝利した氏綱は自分の娘を晴氏に嫁がせて古河公方家との関係構築を築こうとした。しかし、当時の古河公方には正妻を置く慣例がなかったために出自を問わず妾として取り扱われる上、先に重臣簗田高助の娘が晴氏の妾となっていた。そのため、氏綱は天文8年（1539年）8月、高助に対して婚姻の仲介を依頼した上で、高助父娘を粗略にしない旨の約束している。その結果、天文9年（1540年）11月に芳春院殿は晴氏に嫁ぐことになった（『快元僧都記』）。ただし、ここで問題になるのは、芳春院殿が婚姻から3か月後の天文10年（1541年）1月に嫡男の梅千代王丸（後の足利義氏）を生んだとされていることである（『下野足利家譜』）。これについては、近年義氏の生年を天文12年（1543年）とする史料（『鎌倉公方御社参次第』・『巨福山建長興国禅寺年中諷経并前住記』）も確認されており、後者が正しければ、婚姻時期と義氏の出産の矛盾は存在しないことになる。
ところが、天文14年（1545年）頃より、氏綱の後を継いだ北条氏康と晴氏の関係が急速に悪化する。翌天文15年（1546年）、晴氏は山内上杉家・扇谷上杉家と結んで北条方の河越城を攻めて大敗してしまう（河越城の戦い）。しかし、氏康は合戦後も晴氏の「変節」を非難したものの、それ以上の行動を起こさず、天文17年（1548年）に簗田高助の娘が生んだ長男・幸千代王丸が元服して将軍足利義藤（後の義輝）から一字を受けて足利藤氏と名乗って晴氏の後継者として公認された際も特に何の対応もしていない。
しかし、その後も晴氏との関係改善が出来なかった氏康は芳春院殿と梅千代王丸を北条領に移すことを考え始め、天文19年（1550年）閏5月にはその計画を6月には行いたいと北下総の結城政勝に伝えている。しかし、藤氏の外祖父であり、氏康もその影響力に一目置かざるを得なかった簗田高助の存命中（同年9月に死去）は行動を控えざるを得ず、また芳春院殿も当初この動きに反対していたために、実際の計画実現は遅れた模様である。移動先は当時の北条氏の支城で唯一下総に存在していた葛西城であった。そして、天文20年（1551年）5月に山内上杉家の関東管領上杉憲政が越後国の長尾景虎を頼って関東から離れると晴氏は苦境に立たされるようになり、12月に北条氏康と簗田晴助（高助の子）との間で起請文が交わされ、晴氏との和睦が成立する。その中で、公方府を芳春院殿と梅千代王丸がいる葛西城に移すと共に、彼女を晴氏の正妻として遇することになった（ただし、彼女を"御台所様"と表記する現存文書の初出は弘治2年（1556年）のことである）。芳春院殿が初めて古河公方家の正妻に迎えられたことで、藤氏と梅千代王丸の家中での立場が逆転し、次期古河公方の家督問題が浮上した。これには晴氏の反発も強く、梅千代王丸を後継者にすることに同意したのは、天文21年（1552年）12月のことであった（ただし、藤氏は依然として古河御所にいたことに注意を要する）。ところが、これ以降氏康から梅千代王丸に付けられていた禅僧の季龍周興らは、梅千代王丸に古河公方が行うべき安堵状や宛行状の決裁をさせ始め、そのまま古河公方の地位が梅千代王丸に移ってしまった。また、芳春院殿もその代理として文書を発給していることが確認できる。激怒した晴氏は天文23年（1554年）7月に突然葛西城から藤氏のいる古河御所に戻って挙兵の準備を開始する。しかし、簗田晴助や一色直朝ら重臣はこれに反対し、氏康も直ちに出陣して11月には古河御所を占拠、晴氏は相模国に送られて幽閉されてしまった。
一連を事態を受けて、氏康は梅千代王丸の元服を急ぎ、弘治元年（1555年）11月、葛西城にて梅千代王丸の元服が行われ、北条氏康の要請を受けた足利義輝から一字を与えられて足利義氏と称した。氏康が慣例に倣って"輝"の字ではなく、"義"の字を求めた背景には、本来の後継者であった藤氏の正統性を否定する意図があったとみられている。更に弘治4年（1558年）には氏康の勧めによって芳春院殿と義氏は鶴岡八幡宮に参詣することになった。4月8日に享徳の乱以来となる古河公方の鎌倉入りを果たした芳春院殿と義氏は10日に氏康の嫡男氏政と共に鶴岡八幡宮に参詣した（前述の『鎌倉公方御社参次第』はこの時の記録である）。その後、芳春院殿の故郷と言える小田原に向かっているが、ここで氏康は簗田晴助の居城である関宿城に公方府を移す構想を明確にした。晴助や芳春院殿も当初はこれに反対したが、氏康は晴助に古河城（旧御所）を与えること、芳春院殿は晴氏の幽閉を解くことで説得し、それでも反対する古河公方家の家臣を追放した。8月になって晴氏・芳春院殿・義氏は関宿城に入城した。
永禄3年（1560年）5月27日、晴氏が関宿で病死し、6月12日に甘棠院で晴氏の葬儀が行われたが、芳春院殿の悲しみは深かった（『異本小田原記』）。同年7月には出家したと伝えらえている。しかし、同年秋、上杉憲政を奉じた長尾景虎が関東に出兵し、足利義氏は関宿からの退避を検討する（小田原城の戦い (1560年)）。しかし、健康上の問題のためか、夫・晴氏の墓のある関宿から離れるのを拒んだためか、芳春院殿の反対によって動くことが出来ず、更に古河城にいた簗田晴助までもが長尾軍に合流して12月以降、関宿城での籠城戦が開始される。籠城戦は半年近くにわたったが、その間に長尾景虎が上杉憲政から山内上杉家の家督と関東管領を譲られ（上杉政虎）、簗田晴助の推挙で藤氏が上杉陣営の古河公方となる。そして、政虎が一旦関東から撤退して、関宿城の包囲が解けた直後の永禄4年（1561年）7月9日、芳春院は関宿にて病死した。母の死の直後、関宿城の維持を困難と考えた義氏はわずかな兵を残して、高城胤吉・胤辰父子の小金城に移っている。
東京都文京区吉祥寺に位牌所がある。元々、吉祥寺は江戸城と縁が深く、江戸城代・葛西城代を務めた遠山氏が古河公方に対する取次を務めていたことが、芳春院殿の生母を遠山氏とする説の根拠となっている。